# US-VISIT

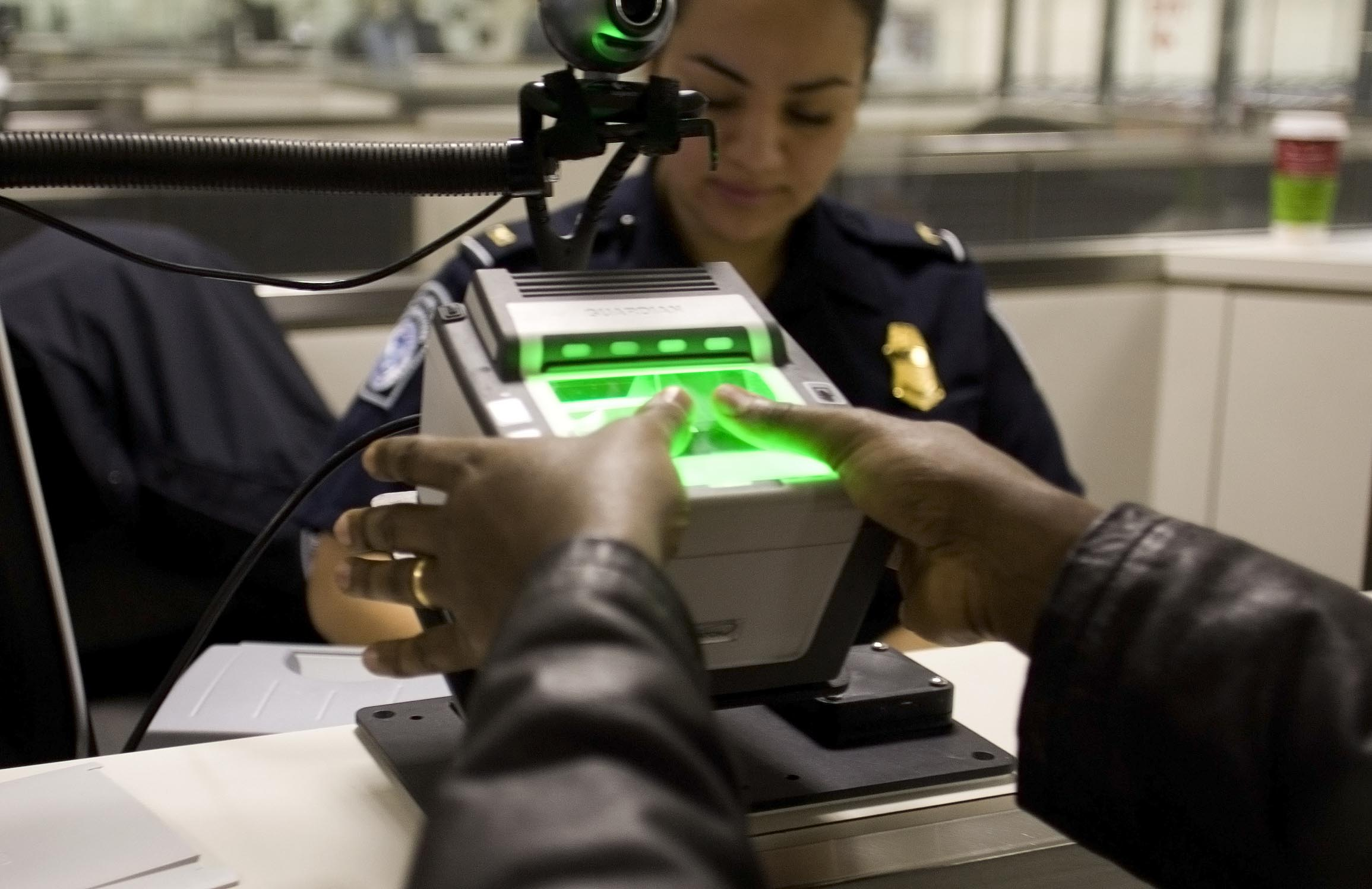
한 외국인이 10개 손가락 지문을 모두 스캐닝 받는 새로운 US-VISIT 시스템을 적용받고 있는 모습, 미국 워싱턴 덜레스 국제공항, 2007년 12월 11일

US-VISIT(United States Visitor and Immigrant Status Indicator Technology)은 세계에서 처음으로 도입된 미국의 입출국 및 국경관리 총괄시스템을 지칭한다.
이 시스템은 지문 스캐닝 및 얼굴 사진 촬영과 같은 생체 데이터(biometric data) 수집 및 분석을 거쳐서 테러리스트, 범죄자, 불법체류자로 간주되는 인물들을 추적하기 위한 데이터베이스와 대조한다. 시행초기에는 사증(VISA) 소지자에게만 적용하던 것을, 2004년 9월 30일부터는 사증 면제 프로그램(VWP)으로 들어오는 입국자에 대해서도 동일하게 확대 적용해 오고 있다.

## 유사 시스템
2004년 1월, 브라질에서는 US-VISIT 시스템에 대한 반발과 함께 대항조치로 브라질에 입국하는 미국인에 대해서만은 역시 동일한 시스템을(지문스캐닝과 얼굴사진 촬영)를 적용 시행해오고 있다.
2007년 11월 20일부터 세계에서 2번째로 일본에서도 J-VIS라고 명명된 미국과 동일한 출입국 관리시스템을 시행하고 있다.
2008년 12월 27일에 대한민국 법무부는 미국과 일본에 이어서 세계에서 3번째로 2010년부터 유사한 외국인 출입국 관리시스템을 시행할 예정이라고 발표하였다.

## 같이 보기
- 전자여행허가시스템(ESTA, en:Electronic System for Travel Authorization)
- 출입국관리
- 미국 국토안보부(DHS)
- 불법체류
- 사증(비자)
- 외국인 등록증
- ROK-VISIT
- J-VIS
- 출입국 외국인 정책본부